# Fender Jazz Bass
El Fender Jazz Bass, Jazz Bass o J-Bass va ser el segon model oficial de baix presentat per Fender. Introduït el 1960 com una espècie de versió Deluxe del Precision Bass. El model deu el seu nom al fet que va ser presentat com la versió "en baix" de la guitarra Jazzmaster de Fender, que al seu torn pertanyia a la gamma alta del catàleg de Fender, dirigida a músics avançats de tècnica de jazz.

## Característiques tècniques
L'instrument mostra un cos lleugerament diferent del del Precision, asimètric i contornat, i compta amb un pal notablement més estret que el del Precision, que havia estat dissenyat amb l'objectiu de facilitar encara més l'execució als baixistes i guitarristes que adoptaven el nou instrument. Per a la construcció del model es va recórrer des del principi a les mateixes fustes que s'empraven per al Precision: vern per al cos i auró per al pal.
El Jazz Bass presenta dues pastilles de bobinatge simple amb vuit pols magnètics cada una, i tres peres de control situades sobre una placa metàl·lica en la part inferior dreta del cos de l'instrument: dos controlen el volum individual de cada pastilla i una controla el to d'ambdues. La pastilla més propera al pont lliura un so brillant, compacte i definit, mentre que la del pal dona un so més greu i rodó. La possibilitat de barrejar els volums d'ambdues pastilles atorga al J-bass una major versatilitat sonora respecte al PÀG.-bass, i el fet que estiguin connectades en paral·lel i presentin una polaritat inversa, contribueix a reduir el soroll de massa i permet un so més ric en mitjans i menys agressiu que el del Precision bass.

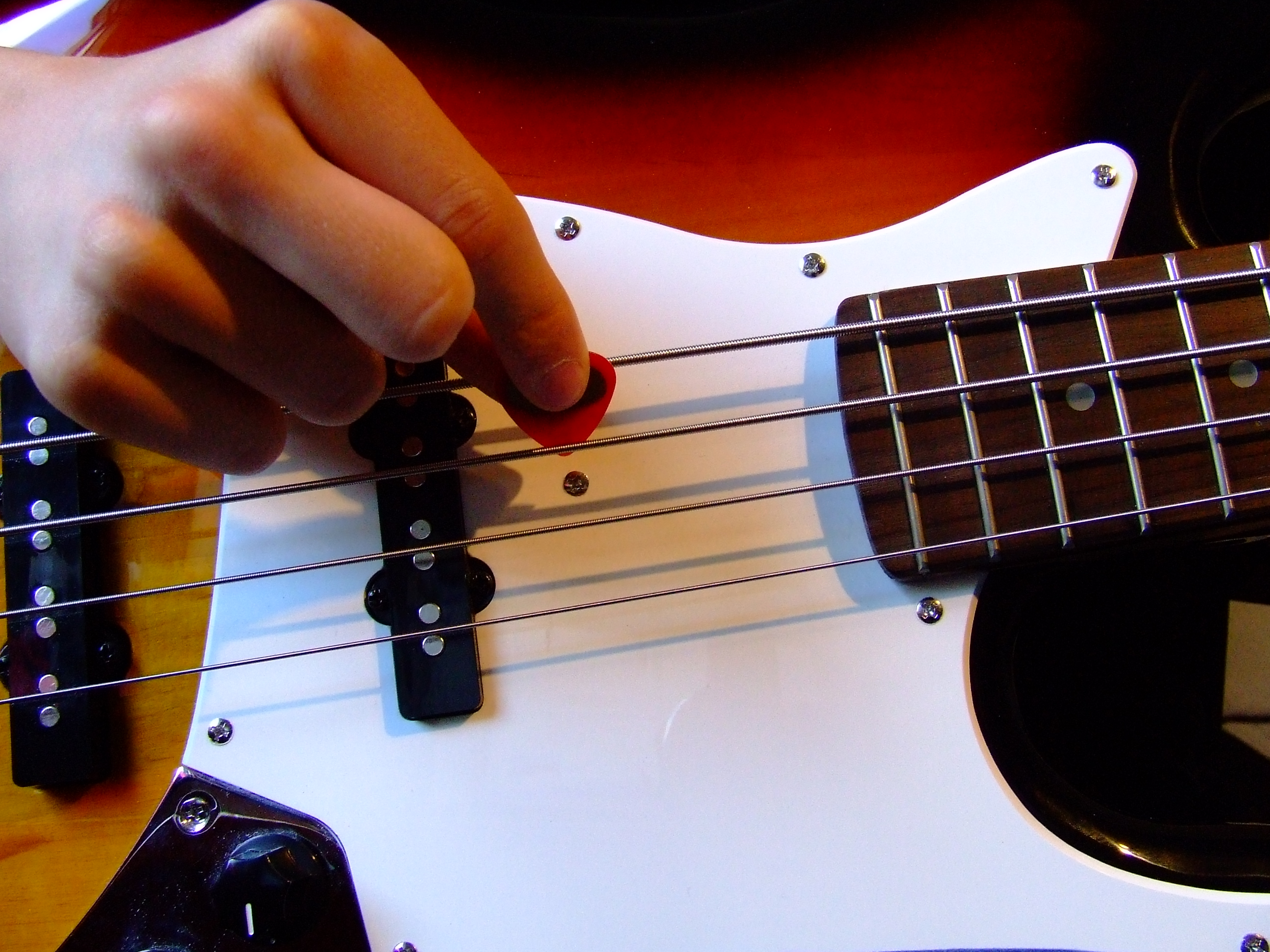
Baixista usant un Model Jazz Bass.

## Valoració
El Fender Jazz Bass és un instrument clàssic i, per la seva versatilitat, ha estat un dels instruments més usats per músics de tots els gèneres Ha assegut en autèntic estàndard en la fabricació de baixos elèctrics i encara avui, és un model amb qui es comparen tots els nous dissenys.
Encara que el model original Jazz Bass va ser dissenyat i contínua sent produït per Fender, el terme s'usa avui dia per fer referència a qualsevol instrument fabricat segons el seu disseny bàsic de construcció i electrònica. De fet existeixen innombrables marques i luthiers que, inspirats en el model original, han construït instruments que respectant la seva estètica, milloren, en alguns casos, les seves prestacions sonores. Com a exemples podem citar els instruments fabricats per Roger Sadowsky o Mike Lull.

## Cronologia i Evolució
Encara que el disseny bàsic del model no ha canviat substancialment en els seus gairebé 50 anys d'història, al llarg dels anys Fender ha anat introduint i eliminant una sèrie de petites modificacions i millores amb l'objectiu d'adaptar el model a les exigències dels temps. Aquestes petites diferències són essencials per als col·leccionistes a l'hora de datar els intruments.
- 1960: El Jazz Bass original de 1960 presentava un total de quatre controls, organitzats en dos grups de dos controls (volum i to) per a cada pastilla.[6] Aquest model original presenta cobrepastilles metàl·liques[7] i dispositius de goma per a mutera les cordes.[8]

- 1961: La majoria dels instruments eren fabricats ja segons la configuració de pastilles que avui considerem estàndard, això és, dos controls de volum (un per a cada pastilla) i un tercer de to general. L comença a incloure instruments de colors al catàleg (els primers Jazz bass eren exclusivament sunburst). S'inclouen els noms de patent sota el logo.

- 1962/63: Desapareix definitivament la configuració de controls original. S'abandonen els muteadores i s'afegeix el prefix "L" al nombre de sèrie, localitzat a la placa metàl·lica de la part posterior del cos.

- 1964: El logo "Offset contour bodi" es desplaça a l'extrem del claviller. Se substitueix el material dels marcadors sobre diapasó i de les bobines.

- 1965: Cbs adquireix Fender donant fi al "període clàssic" de Fender.

- 1966: S'ofereixen opcionalment diapasons d'auró sobre el pal, que ara presenta línies sobre la vora. S'utilitzen per primera vegada marcadors rectangulars sobre el diapasó i es reemplacen els trastes amb trastes de dimensions majors (mig jumbo). S'introdueix un disseny de clavilles d'afinació diferent: les clavilles són ara fabricades per la mateixa Fender,[9] tenen forma oval, i es giren en sentit normal[10]

- 1969: Desapareix el cargol de la part posterior del 'claviller'. Se substitueix el logo per un de majors dimensions. S'empren acabats en polièster.

- 1970: S'ofereixen acabats Thick skin i en natural (sobre instruments de cos de freixe).

- 1972/73: Es desplaça la pastilla del pont a una posició lleugerament més propera al pont.

- 1975: Es desplaça el bloc del polze a la part superior del cos. Als instruments amb diapasons d'auró s'emplena marcadors en bloc de mareperla i línies laterals blanques. S'usen tres cargols per fixar el pal al cos (abans s'usabn quatre) i s'introdueixen per primera vegada colpejadors de color negre.

- 1976: S'introdueixen noves clavilles fabricades per Schaller. El nombre de sèrie passa de la placa de subjecció del pal al claviller, sota el logo, que es veu reduït de mida. S'elimina el logo "Offset contour bodi" de la pala.

- 1977: Se substitueixen els panells de control: ara mostren les etiquetes "volume" i "tone".

- 1981: Es torna a la fixació del pal amb quatre cargols.

- 1982: Fender introdueix reedicions dels seus models clàssics, entre ells el seu Jazz bass del '62. S'abandonen els marcadors rectangulars. Squier Japan comença la seva producció.

- 1983: S'elimina la placa metàl·lica de control, la línia de decoració, les plaques cobrepastilles i els blocs reposapolces per abaratir costos de producció.

- 1984: Fender es posa en venda.

- 1985: Bill Schultz compra Fender i inicia la producció en Corona, inicialment molt limitada. S'aprofiten restes d'estoc per a la producció d'instruments de sèrie.

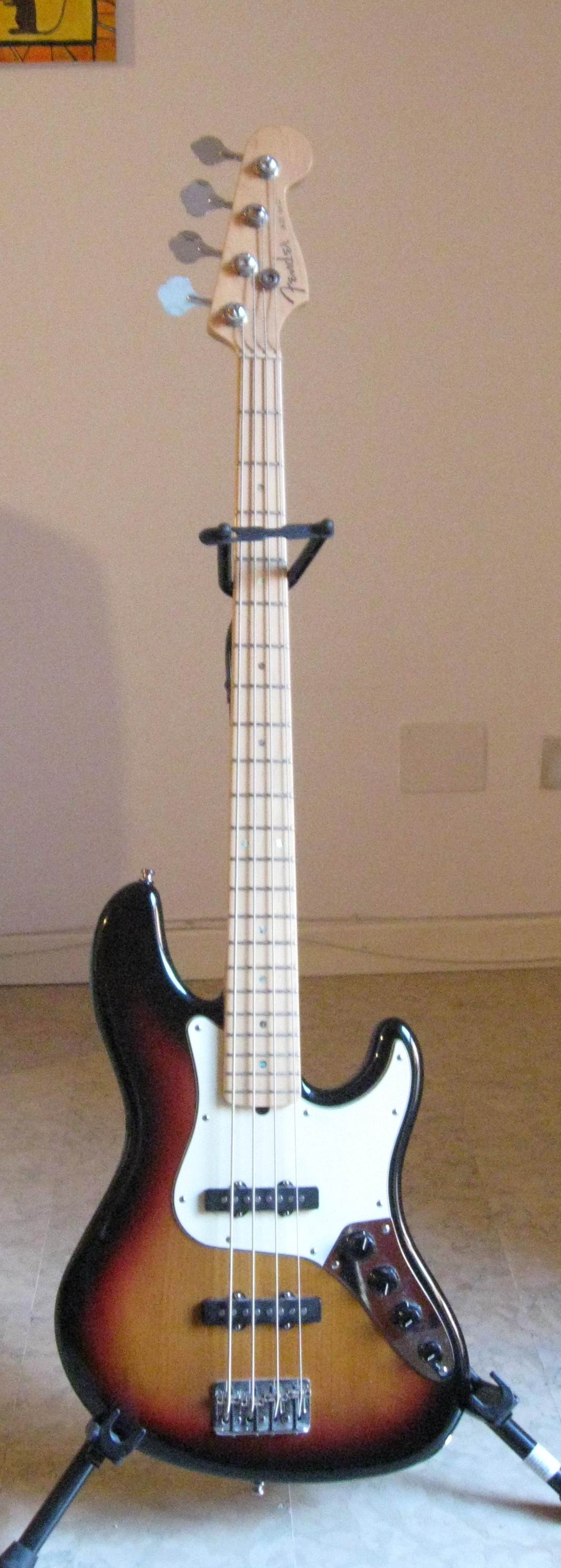
American Deluxe J-bass del 2005.

- 1987: Es presenta el model Jazz Bass Plus, primer model produït a la nova factoria de Corona. Fender inicia seu Custom Shop.

- 1989: El nou Jazz bass de sèrie presenta importants modificacions: 22 trastes, un cos lleument engrandit i redissenyat, noves clavilles i un nou logo.

- 1990/91: S'introdueixen opcionalment pastilles "Llaci sensor". La Custom Shop ofereix el model "Jaco Pastorius Signature".

- 1995: Es redissenya tota la gamma estàndard, tornant al disseny tradicional, amb 20 trastes i cordes a través del pal. S'ofereix el Jazz Bass de 5 cordes. S'introdueix la sèrie "Deluxe", amb cos reduït i electrònica activa, que busca fusionar una estètica tradicional amb sons més moderns.

- 1996: Es llança el "Jazz Bass 50th Anniversary", en edició limitada.

- 1996: Es llança el "Jazz Bass 50 th Anniversary", en edició limitada.

- 1997: S'introdueixen els diapasors d'auró per a les sèries "Estàndard" i "Deluxe", així com l'opció fretless.

- 1998: Es rebateja la sèrie "Deluxe" com "American Deluxe, amb logo cromat, marcadors d'abalone, noves clavilla "lite" i colpejadors en menta. S'introdueixen les pastilles "Jazz Noiseless".

- 1999: S'introdueix el "Jazz Bass American Deluxe V" i una redició americana del model "'75 Jazz Bass".

- 2000: La sèrie "Estàndard" es rebateja com "American Standard" i sofreixen petites modificacions. Els models "Jazz Bass Standard" són fabricats a Mèxic.

- 2001: S'introdueixen els models "Fmt" i "Qmt" en la sèrie "Amercian Deluxe", que presenten tapes d'auró flamejat o "quilt", i que s'abandona el 2007.

- 2003: S'introdueix el swicht "S-1" en el model "American Standard", que permet usar les pastilles en sèrie, obtenint un so similar al del Precision.

- 2004: S'introdueix el "Jazz Bass 24", de 24 trastes, fabricat a Mèxic o Corea.

## Versions del Jazz Bass
Com a resum complet de l'apartat anterior, s'inclou a continuació una llista exhaustiva de les diferents versions que ha conegut el J-bass, segons any i origen de fabricació. Tret que s'esmenti el contrari, les característiques de cada versió corresponen a les del model base, a saber:
- Màstil cargolat al cos.

- Diapasó sobre el màstil.

- Escala de 34 polzades.

- 22 trastes.

- Quatre clavilles d'afinació metàl·liques en línia sobre el claviller.

- Unió del màstil al cos amb quatre cargols.

- Maquinari de níquel o cromat.

- Tres controls, dos de volum per a cada pastilla i un de to general

## Models USA

### Models Usa Regulares
- J-bass, primera versió (1960-62): quatre controls muntats en dos stacks (volum i to per a cada pastilla); emmudidor de goma sobre el pont.

- J-bass, segona versió (1962-75): tres controls; Opció de diapasó en auró; marcadors rectangulars des de 1966.

- J-bass, tercera versió (1975-81): l'ajust de l'ànima es fa al claviller ("Bullet" trus-rod); Unió del cos al pal amb tres cargols.

- J-bass Estàndard, primera versió (1981-83): ajust de l'ànima en la base del màtil; pastilles blanques; marcadors rodons.

- J-bass Estàndard, segona versió (1983-85): els controls i el jack se situen directament sobre el colpejador.

- American Standard J-bass, segona versió (1995-2000): 20 trastes; cordes a través del cos.

- American J-bass (2000-07): 20 trastes; colpejador de plàstic en color crema; Control Switch-1 des de 2003.

- American Standard J-bass, tercera versió (2008-): 20 trastes; pont reforçat.

- Highway one J-bass, primera versió (2003-06): Acabat setinatge. Ajust de l'ànima des del claviller.

- Highway one J-bass, segona versió (2006-): acabat setinatge. Ajust de l'ànima des del cos. Logo estil '70.

### Models Usa de reedició
- 62 JUL.-bass (1982-98): Rèplica del model J-bass, primera versió (1960-62).

- 62 JUL.-bass Limited Edition (1987-89): Rèplica del model J-bass, primera versió (1960-62), version "deluxe".

- American Vintage '62 JUL.-bass (1998-): Rèplica del model J-bass, primera versió (1960-62).

- American Vintage '75 JUL.-bass (1999-): Rèplica del model J-bass, tercera versió (1975-81).

- 64 JUL.-bass (1999-): Rèplica del model J-bass, segona versió (1962-75).

- Relic '60 JUL.-bass (1996-98): Rèplica amb acabats "Relic" del model J-bass, segona versió (1962-75)

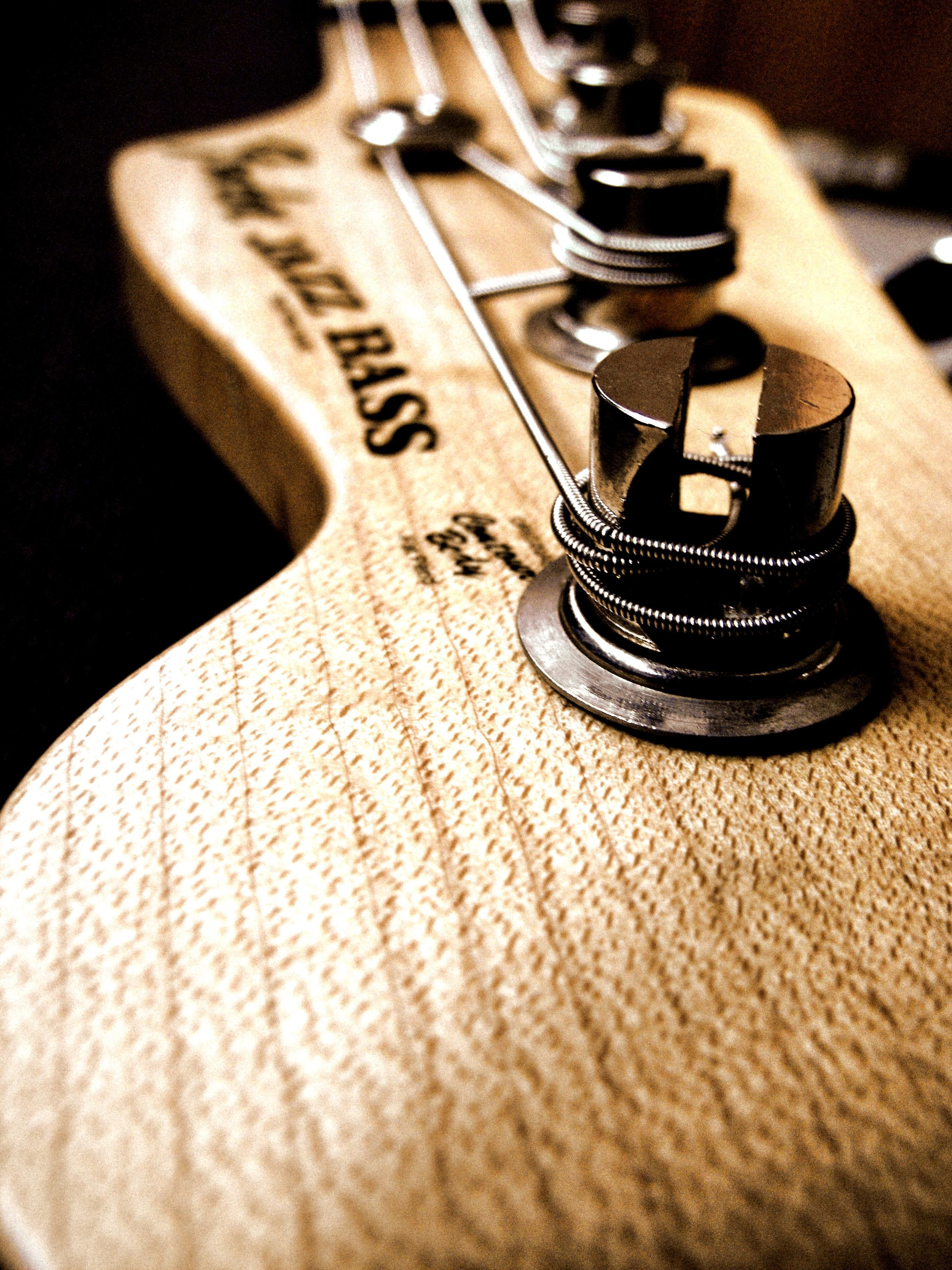
Detall

#### Models Usa Revisats
- American Classic J-bass (1995-96): cos i claviller més petits; marcadors rectangulars; quatre controls.

- American Classic J-bass Fmt (1995-96): com l'anterior model, però amb tapa d'auró flamejat.

- American Classic J-bass V FMT (1995-96): versió en cinc cordes del model anterior.

- Deluxe J-bass (1995-97): cos i claviller reduïts; quatre controls; electrònica activa.

- American Deluxe J-bass (1998-): Cos més petit i redissenyat; Quatre controls; Electrònica activa.

- American Deluxe J-bass V (1998-): versió a cinc cordes del model anterior.

- American Deluxe J-bass Fmt o Qmt (2001-06): cos reduït; tapa en fustes de luxe; maquinari banyat en or.

- American Deluxe J-bass V Fmt o Qmt (2001-06): versió a cinc cordes del model anterior.

- American J-bass V (2000-07): cinc cordes, 20 trastes, cordes a través del cos, una sola guia per a les cordes sobre el claviller.

- American Standard J-bass, primera versió revisada (1988-94): cos redissenyat, amb la banya superior prolongada; 22 tarstes; Marcadors rodons.

- American Standard J-bass V, primera versió (1995-2000): cinc cordes, 20 trastes, cordes a través del cos, dos guies de subjecció.

- American Standard J-bass V, segona versió (2008-): com l'anterior model, però amb pont reforçat.

- Custom Classic J-bass (2001-): disseny de cos revisat; marcadors rectangulars. Fabricats en la Fender Custom Shop.

- Custom Classic J-bass V (2001-): versió a cinc cordes del model anterior; clavilles en format 4+1.

- Gold J-bass (1981-83): os daurat; pastillers blancs; Maquinari banyat en or.

- Jaco Pastorius J-bass (1999-): rèplica del J-bass, segona versió (1962-75) '. Sense colpejador.

- Jaco Pastorius Tribute J-bass (1999-): idèntic al model anterior, però en format relic; fabricat per la Fender Custom Shop.

- J-bass Plus (1990-94): cos redissenyat i reduït; sense colpejador ni placa de controls; pastilles completament negres; logo redissenyat; cinc olles de control muntades directament sobre el cos; electrònica activa.

- J-bass Plus V (1990-94): versió a cinc cordes del model anterior.

- Marcus Miller J-bass V (2003-): similar al J-bass, tercera versió (1975-81), però amb colpejador i electrònica redissenyades; "Five Strings" i firma de Marcus Miller en el logo; ajust de l'ànima al cos; disseny de claviller 4+1.

- Reggie Hamilton J-bass (2002-): cos redissenyat; 21 trasts; Swicht actiu-passiu; D-Tuner a la quarta corda; cinc controls; entrada del jack lateral; electroónica activa-passiva; configuració de pastilles PÀG.-J. Fabricat per la Fender Custom Shop.

- Reggie Hamilton J-bass V (2002-): versió a cinc cordes del model anterior. Diapasó de pau-ferro. A-Tuner a la cinquena corda. Produït per la Fender Custom Shop.

- Victor Bailey J-bass (2001-): tapa i claviller en fusta de Koa. Firma de Victor Bailey sobre el claviller; sense colpejador; Cos redissenyat; maquinari banyat en or.

- Victor Bailey J-bass V (2001-): versió a cinc cordes del model anterior. Format 4 +1.

- 50 th Anniversary J-bass (1996): edició commemorativa, similar al J-bass, segona versió (1962-75); placa commemorativa.

- 50th Anniversary J-bass V (1996): versió a cinc cordes del model anterior.

- 60 th Anniversary J-bass (2006): edició commemorativa, similar al American J-bass (2000-07); placa commemorativa; emblema amb un diamant.

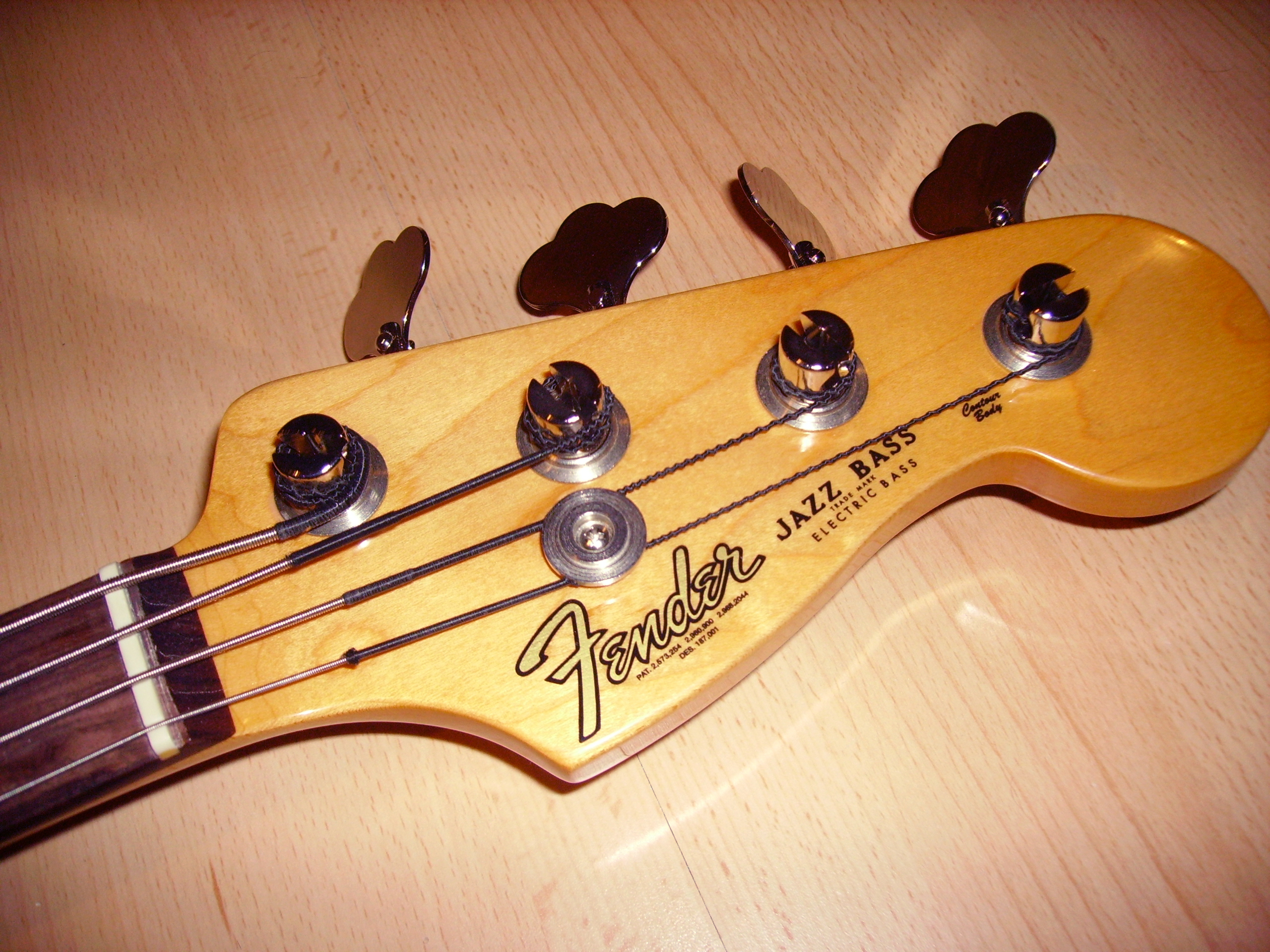
Claviller estàndard del J-bass.

### Models Mexicans

#### Models Mexicans regulars
- Estàndard J-bass (1991-): logo platejat sobre el claviller; conegut al Regne Unit com Special Jazz.

- Traditional J-bass (1996-97): logo negre sobre el claviller; controls i jack situats directament sobre el colpejador de plàstic.

- Squier Series J-bass (1994-96): com el model Traditional J-bass (1996-97), però, amb el logo "Squier Series" afegit sobre el claviller.

#### Models Mexicans de reedició
- Classic '60 segons J-bass (2004): rèplica del model americà J-bass, segona versió (1962-75).

#### Models Mexicans revisats
- Deluxe Active J-bass (1997-): electrònica activa; cinc controls; ajust de l'ànima al claviller; entrada del jack lateral.

- Deluxe Active J-bass V (1998-): versió a cinc cordes del model anterior. Les cinc clavilles són alineades en sèrie.

- Deluxe Power Jazz (2006-): similar al Deluxe Active J-bass (1997-), però l'ajust de l'ànima es fa en la base del pal; inclou sistema piezoelèctric en el pont.

- Duff McKagan J-bass Special (2007-): acabat en negre, amb disseny de calavera sobre el diapasó. Sense colpejador. Cos estil Precision Bass.

- Reggie Hamilton Standard J-bass (2005-): configuració de pastilles PÀG.-J. Quatre controls i mini-swicht actiu-passiu.

- Estàndard Jazz V (1998-): similar al * Estàndard J-bass (1991-) mexicà, però amb cinc cordes, diapasó de pau-ferro i configuració de clavilles en línia.

### Models Japonesos

#### Models Japonesos regulars
- Estàndard J-bass (1988-91): logo platejat "a Spaguetti" sobre la pala; reemplaçat per la versió mexicana Estàndard J-bass el 1991.

#### Models Japonesos de reedició
- Fender Squier Vintage Series '62 JUL.-bass (1982-83): rèplica del model americà J-bass, segona versió (1962-75), amb un petit logo "Squier Series" afegit sobre la pala. Reemplaçats pels models Squier el 1983.

- 60 segons J-bass (1989-94): rèplica del model americà J-bass, segona versió (1962-75).

- 75 JUL.-bass (1992-94): rèplica del model americà J-bass, tercera versió (1975-81).

#### Models Japonesos revisats
- Aerodyne J-bass (2003-): color negre; compta amb el nom complet del model sobre la pala; sense colpejador.

- Foto Flame 60 segon J-bass (1994-96): similar al 60 segons J-bass (1989-94) japonès, però amb una acabat en imitació d'auró arrissat.

- J-bass Special (1985-91): nom del model sobre la pala; cos de Precision Bass; sense colpejador; maquinari negre. També conegut com a Contemporary J-bass o Contemporary J-bass Special.

- Power J-bass Special (1988-91): nom del model sobre la pala (de grafit); cos de Precision Bass; sense colpejador; maquinari negre.

- Geddy llegeix J-bass (1998-): similar al 75 JUL.-bass (1992-94) japonès, però amb cos i marcadors rectangulars negres, línies transversals negres sobre el pal i pont reforçat.

- Marcus Miller J-bass (1998-): similar al 75 JUL.-bass (1992-94), però amb colpejador i electrònica redissenyats, quatre controls i mini-swicht sobre el colpejador, i firma de Marcus Miller sobre la pala.

- Noel Redding J-bass : similar al 60 segons J-bass (1989-94) japonès, amb la firma de Noel Redding sobre la pala.

- Power J-bass Special (1988-91): nom del model sobre la pala (de grafit); cos de Precision Bass; sense colpejador; maquinari negre.

- The Ventures J-bass (1996): logo de The Ventures sobre la pala i -opcionalment- sobre el cos; maquinari banyat en or.

### Models Coreans
- J-bass 24: cos redissenyat; 24 trastes; sense colpejador.

- J-bass 24 V : versió a cinc cordes del model anterior. Format 4 +1.

- Fender Squier Series J-bass (1992-94): "Squier sèries" afegit al logo sobre la pala; controls i entrada del jack situats directament sobre el colpejador.